# Ein Richter für Berlin
Ein Richter für Berlin ist ein Film von Regisseur Leo Penn aus dem Jahre 1988, der auf dem Tatsachenroman des amerikanischen Richters und Staatsanwalts Herbert J. Stern basiert.

## Handlung
Sigrid Radke und Helmut Thiele wollen schon lange aus der DDR flüchten. Nachdem der erste Fluchtplan scheitert, beschließen die beiden, in Polen ein Flugzeug zu entführen. Thiele schafft es, die Kontrolle über das Flugzeug zu übernehmen, und zwingt den Piloten, auf dem Flughafen Berlin-Tempelhof im Westen der Stadt zu landen. Dort werden die beiden Entführer von den Amerikanern in Empfang genommen und verhaftet. Die beiden Flüchtlinge beantragen Asyl, doch die Behörde will sie als Luftpiraten verurteilt sehen. Der unabhängig denkende Richter Herbert Stern wird gefragt, ob er das Verfahren übernehmen will, und stimmt zu, in der Annahme, dass der Fall relativ klar ist und es nur ein kurzer Aufenthalt in West-Berlin werden wird. Aber der Verteidiger von Radke und Thiele, Bernard Hellring, erweist sich als überaus clever und beginnt das Verfahren mit einem Paukenschlag: Er verlangt deutsche Geschworene für das unter US-Recht stattfindende Verfahren. Die Anklage lehnt dieses Ansinnen ab, doch Stern besteht auf einen ordentlichen Prozess. Die Geschworenen sprechen Thiele nur für Geiselnahme schuldig und folgen nicht den Aussagen der offensichtlich unter Druck des ebenfalls bei der Verhandlung anwesenden polnischen Generalstaatsanwaltes stehenden falsch und übertrieben aussagenden Besatzung des LOT-Flugzeuges, sondern eher der Aussage eines der Passagiere, welcher den Mut fasste auszusagen und sogar von mitleidigem Einlenken der Flugzeugbesatzung in die von Thiele mit einer Spielzeugpistole durchgeführte Entführung berichtete. Richter Herbert J. Stern verurteilt Helmut Thiele zu einer Haft, die durch die Untersuchungshaft bereits verbüßt ist. Hans Schuster, der durch die erste gescheiterte Fluchthilfe für Sigrid und Helmut über Nachforschung der hierfür gefälschten Papiere in der DDR in Haft kam, wird ebenfalls entlassen, um endlich wieder seiner Liebe Sigrid zu begegnen.

## Dreharbeiten
Gedreht wurde fast komplett im damaligen West-Berlin. Zu sehen sind der Flughafen Tempelhof, der Kurfürstendamm mit dem Café Kranzler, der Bahnhof Zoologischer Garten, der Mauerstreifen am Bethaniendamm, die ehemalige Diskothek Cheetah in der Hasenheide (mit Auftritt von Ted Herold) sowie die Swinemünder Brücke in Gesundbrunnen als nachgestellter Grenzübergang.
Der Flohmarkt an der Straße des 17. Juni soll im Film einen Markt in Polen darstellen und der Bahnhof Berlin Wannsee dient als Bahnhof Gdańsk (Danzig), mit entsprechend überklebten Stationsschildern. Ein Jachthafen am Wannsee soll einen solchen in New York City darstellen.

## Realer Hintergrund
Das Buch von Stern und der Film basieren auf der Flugzeugentführung am 30. August 1978 von Danzig nach Berlin-Tempelhof.

## Kritik
„Gerichtsdrama nach authentischem Fall, das solide unterhält, in erster Linie aber historisch von Interesse ist.“